# Mohamed Khalil Ben Ajmia
Mohamed Khalil Ben Ajmia, né le 20 septembre 2003, est un nageur tunisien.

## Carrière
Mohamed Khalil Ben Ajmia remporte la médaille d'argent sur 400 mètres nage libre aux championnats d'Afrique 2021 à Accra et sur trois kilomètres en eau libre. Il dispute également les courses juniors dans cette compétition, remportant l'or sur 400, 800 et 1 500 mètres nage libre.
Aux championnats d'Afrique 2022 à Tunis, il obtient la médaille d'argent sur 4 × 200 mètres nage libre ainsi que la médaille de bronze sur 800 mètres nage libre et sur 1 500 mètres nage libre.